# لهجة يمنية
اللهجة اليمنية يتحدث بها سكان اليمن، جنوب شبه الجزيرة العربية.

## أهم هذه اللهجات
- اللهجة العدنية
- اللهجة الخبانية
- اللهجة اليافعية
- اللهجة الضالعية
- اللهجة الحضرمية
- اللهجة الصنعانية
- لهجة التعزية والإبية
- اللهجة البدوية (شبوة وأبين)
- اللهجة المهرية (لغة، اختلاف شامل)
- اللهجة السقطرية (لغة، اختلاف شامل قريب من المهرية)
- اللهجة التهامية
- اللهجة العدينية
- اللغة الحميرية
- وهناك لهجات أخرى كثيرة مثل اللحجية والذمارية... وأخرى تختلف عن الأخرى بفوارق بسيطة، ولكن المذكورة هي لهجات مختلفة اختلافاً كبيراً عن أختها ومتحديثنها كثر.

## اللهجات اليمنية

### اللهجة الصنعانية
يتحدث بهذه اللهجة سكان مدينة صنعاء وما حولها، نطق حرف القاف مثل حرف g بالإنجليزية وينطق الضاد مثل الظاء كما أن حروف الراء والحاء والخاء تنطق مرققة دائماً ويبدل المتحدثون بهذه اللهجة الدال بالطاء في بعض الكلمات مثل «صدم» التي تنطق «صطم» أما بقية الحروف فنطقها مقارب جداً لللغة العربية الفصحى. كما تحتوي لهجة صنعاء على العديد من الكلمات ذات الأصل التركي وذلك بسبب التواجد التركي في صنعاء أثناء الحكم العثماني لليمن مثال على ذلك كلمة «ساني» التي تعني في خط مستقيم.
التشويف لا التسويف: يستعمل حرف الشين «ش» بدلا عن السين في التسويف «س»: أي أن أفعال المستقبل المثبتة مثل سأعمل، سأرجع... تنطق شاعمل، شارجع... (لاحظ استعمال «ا» بدلا عن «أ» أيضا). وفي نفي الفعل الماضي يلحق حرفي التاء والشين بدلا عن تاء المتكلم والمخاطب مثلا لا يقال ما عملت؟، ما أكلتم؟ ولكن يقال ماعملتش؟، ما أكلتمش؟ وهكذا.
بعض كلمات اللهجة الصنعانية :
اشتي: أريد
زلط: المال
الجُبا: السقف
ذلحينه: الآن
عاد به: بقي منه
حالي: جميل
هنيه: هنا ( للقريب )
لَلْمه: لماذا

### اللهجة التعزية-العدنية
اللهجة التعزية العدنية هي التي يتحدث بها سكان مدينتي عدن وتعز وما حولهما، وهي أسهل اللهجات اليمنية خفيفة سريعة النطق تتميز عن غيرها في مخارج الحروف وضوابط الكلام، إذ ينطق حرف (الثاء) فيها (تاءً) وينطق حرف ( الجيم) كالجيم المصرية (g) ويفخم (السين) (صاداً) وترقق (الطاء) في بعض كلماتها (تاءً) ويعطل (ألف) الضمير المؤنث فيها ولكن كل من يأتي إلى عدن ويستقر تنتهي لهجته الأصلية وتتحول مع الوقت لأن اللهجة العدنية سهلة النطق والتعلم.
الفعل الماضي عادة ما ينتهي بحرف الواو للمفرد المذكر. مثال: (جبت) جبتو، (لاقيت) لاقيتو، (طلعت) طلعتو.
صيغة النفي عند صيغة النفي تضاف في أخر الكلمة (اش) و(اوش) و(تش). مثال على ذلك: أجا= ما جاش، أجت= ما جتش، أجو= ما جوش. هَلُّه=ما هلوش، هلِّه= ماهلِّيش، هلَّهُم= ما هَلَّهُمْش.
بعض المفردات من اللهجة التعزية-العدنية:
أكَّه ، هكَّه : هكذا
أشتي : أريد
قَصعة : علبة
كُبّة : كُرة
لِمُه؟، لِموه؟، لِمو؟، ليش؟ : لماذا؟
نُخْرَة : أنف
فين : أين
هدرة : كلام

### اللهجة اليافعية
لهجة أهل الجبال الجنوبية، يافع أرض جبلية قاسية وعرة واسعة تمتد من الضالع غرباً إلى لودر شرقاً.
تنطق الحروف باللهجة اليافعية مثل اللغة العربية الفصحى ما عدا حرفين: ( حرف القاف ) وينطق مثل ( حرف الغين )، بينما ينطق حرف الغين "همزة مفخّمة" أو يفخّم الحرف الذي قبله، ولكن الأجيال الجديدة تنطق معظم الكلمات التي بها غ كما هي بالفصحى.
وفي بعض الكلمات التي تحتوي على حرف الغين ينطق قاف، فمثلا; «قالي» بمعنى «غالي» وكذا «تقديك» بمعنى «تغديت»
تاء الفاعل: في اللهجة اليافعية تستبدل بـ«كاف» الفاعل مثلا يقال «رحك أي رحت» و«نمك، أي نمت» «أكلك: أكلت، سافرك، أي سافرت، وهكذا» ولكن في الكاف اليافعية يستلزم السكون عليها مع ميل للضم وتسكين ما قبلها وتشبه في نطقها نطق حرف الk في آخر كلمة Talk أو Walk في الأنجليزية. في مناطق مجاورة ليافع تضم الكاف تماما ويلحق بها وأو مثل سافركو أي سافرت، مثل مناطق الشعيب والضالع وحالمين المحيطة بيافع.
الألف الممدودة : تستبدل الـ"س" و"سوف" في اليافعية بحرف (آ) مثلا: آروح أسافر أو آسافر أي سأذهب للسفر أو سأسافر.
نون النسوة: في اليافعية تسبق نون النسوة ياء ساكنة، مثل سافرين: أي سافرن، لبسين: لبسن، طبخين، أي طبخن، وهكذا.
وهذه معاني بعض كلمات اللهجة اليافعية :
إيش أو ويش؟ : ماذا؟ ، لمه؟ : لماذا؟
شي؟ : هل؟ , مثلاً; شي سرك البلاد؟ أي هل سرت (ذهبت) إلى البلاد؟
عثق وضبح : تعب، ملل
ابِي ، تَبِي ، تَبون : أريد ، تريد ، تريدون
لبج : ضرب
شَرَد : هرب، فر بعيدا
سوالف : حكايات وقصص
شِدَّا : تأتي بمعنى كثير أو بقوة أو بمعنى جدًا
شوي، شويه : قليل من الوقت أو الشيء
عاد : تأتي للدلالة على الاستمرارية
عاشِّي ( بتشديد العين ): اختصار لـ"عاد شيء". يقال : عاشّي معاك عسل، أي هل بقي لديك عسل، أو كقولهم: عاشّي قِلك له، أي هل قلت له.
معاشّي : لم يبق أي شيء
وين : أين

### اللهجة الحضرمية
يمكن تقسيم لهجة حضرموت في جنوب الجزيرة العربية إلى لهجة الوادي ولكنة الساحل واللهجات البدوية المختلفة (مثل اللهجة الضنية). فلهجة الوادي هي لسان سكان المدن ولها خصائصها الصوتية والصرفية والنحوية وفيها بعض المفردات التي جاءت من تأثير الهجرة إلى جنوب شرقي آسيا وشرق أفريقيا. ولكنة ساحل حضرموت وفيها بعض المفردات من تأثير الهجرة إلى الهند. وهناك لهجة أهل الصحراء يتكلمون اللهجات البدوية وسكان الهضبة ايضاً. كما توجد في الحضرمية عامة بعض المفردات التي تعود إلى المرحلة الاستعمارية البريطانية وقد بدأت هذه المفردات الدخيلة على اللهجة في الداخل والساحل في الاختفاء نتيجة للتغيرات الاجتماعية والاقتصادية في المنطقة.
تتميز اللهجة الحضرمية بخصائص معينة منها قلب الجيم ياء في بعض مدن وقرى الساحل. أما في وادي دوعن وبعض المدن الأخرى فإن الجيم تنطق صوتاً غارياً انفجارياً مجهوراً أو جيماً معطشة. كما تنطق القاف صوتاً حنكياً انفجارياً مجهوراً. أما الضاد والظاء فقد دمجا في صوت واحد هو الظاء في حضرموت الداخل. كما دمجا في الضاد في حضرموت الساحل.
بعض مفردات اللهجة الحضرمية:
بغيت : أريد 
موتر : سيارة
الصبوح : الفطور
شردوا : هربوا
إيه بك : ماذا بك
القصعة : العلبة

### اللهجة العدينية
يطلق هذا التعبير على المناطق اليمنية ذات اللهجة الشبيهة بلهجة أهل العدين وليس العدين فقط. تشمل هذه اللهجة مناطق مختلفة من اليمن مثل إب، العدين، مذيخرة، شرعب، صبر، ذي السفال، حبيش، بني عواض، السياني، جبلة، عتمة، سمة، ريمة، وصابين، بعض من الحجرية، بعض من حراز، رازح، الضالع ويافع. تتميز اللهجة العدينية أساسا بالاتي:
- كاف العديني: وهو إلحاق حرف الكاف «ك» في أواخر الأفعال الماضية نيابة عن تاء الفاعل والمخاطب «ت». مثلا يقال كنك، عملك، صنعك، فعلك، رجعك، وهكذا بدلا عن كنت، عملت، صنعت، فعلت، رجعت. وتعمم هذه القاعدة حتى في الجمع فيقال مثلا هل عملكم هذا أمس؟ ولا يقال هل عملتم هذا أمس؟. بالطبع هناك اختلافات أخرى في صيغ الكلمات والجمل ولكن لا تأخذ أهمية كبرى إما لكونها دارجة في العربية عموما أو بسبب حرج الكثير من استعمالها.

يعد إبدال التاء بحرف الكاف من اللغة العربية إلاّ أنه نادر الاستعمال ربما وقد ذُكرت في العديد من كُتب اللغة. ذكرها ابن هشام في مغني اللبيب، وأبو الفتح عثمان بن جني في سر صناعة الإعراب فقد ورد أن عبد بني الحساس كان إذا أنشد شعرا حسنا قال:
```
«أحسنكَ والله»، يريد أحسنت والله.
```

وفي نشيد أبو علي «من الرجز»:
```
يا ابن الزبير طالما عَصيكا 
وطالما عنّيتنا إليكا
لنضربن بسيفنا قفيكا
```

فقال: عصيك، أبدل تاء «عصيت» كافا.
- الّلام الشمسية في جميع التعريفات حيث لا توجد بها لام قمرية «ل». ينطق القمر، المفتاح، البيت، الشمس، الدار كلها باللفظ الشمسي أي بإخفاء الّلام وتشديد الحرف الذي يليه فتصبح اقّمر، امّفتاح، ابّيت، اشّمس، ادّار، وهكذا. مع هذا، لا ينطبق الأمر على جميع مناطق العدين.
- التشويف لا التسويف: يستعمل حرف الشين «ش» بدلا عن السين في التسويف «س»; أي أن أفعال المستقبل المثبتة مثل سأعمل، سأرجع.. تنطق شاعمل، شارجع.. (لاحظ استعمال «ا» بدلا عن «أ» أيضا). وفي نفي الفعل الماضي يلحق حرفي الكاف والشين بدلا عن تاء المتكلم والمخاطب مثلا لا يقال ما عملت، مارجعتم ولكن يقال ماعملكش، مارجعكمش وهكذا.
- الجيم المصرية: مثل العديد من المناطق والمحافظات اليمنية ومصر وبعض مناطق عمان.
- «وا» أو «ووه» للنداء: بشكل متكرر بدلا من أداة النداء «يا».
- سعما: بمعنى مثل ما، وهي مرادف قوي لكلمة سيما (سيما ولا سيما) في العربية وكذلك كلمة زيما المستعملة بكثرة في تعز وعدن.
- زعمّا أو سعمّا: بادئة مفادها التأكيد (ربما من الفعل زعم) تسبق السؤال أو للرد كما في:

```
زعمّا متانة اشتجزعوا؟ بمعنى: متى تذهبون؟.
زعمّا راعي لوه! بمعنى: يقول لك (مؤكداً) انتظره!
```

- هوناك: بمعنى هناك
- هكّة: بمعنى هكذا (تستعمل هذه الكلمة في تونس أيضاً)
- لمو: بمعنى لماذا
- مو: بمعنى ما أو ماذا
- بز أو شل: أخذ (ربما اشتق منه الفعل الخماسي، ابتزّ)
- أرُك: بمعنى أردتُ أو اشتهيت (في الأصل أردك فيتم إخفاء الحرف د).
- ات، اتم: أنت، أنتم
- لكون: لنكون أو لكي نكون
- جزع: بمعنى مشى وليس مرض.
- بوه: بمعنى هل في (ه) أو هل يوجد (به)

من الأسماء كذلك:
- رقيص: حذاء (ربما لأنه يتراقص أثناء المشي تماما كما في الإنكليزية Flip flop)
- حنش: ثعبان
- كُندرة: جزمة

بالطبع فهناك أيضاً عبارات أخرى لايتسع ذكرها كما أن هناك بعض الاختلافات بين هذه اللهجات فمثلاً، التي ربما لاتفهم عند البعض الآخر.